# (19915) Бочкарёв
(19915) Бочкарёв (лат. Bochkarev) — типичный астероид главного пояса, открыт 14 сентября 1974 года советским астрономом Николаем Черных в Крымской астрофизической обсерватории и 9 августа 2006 года назван в честь советского и российского астронома Николая Бочкарёва.

## Обнаружение и именование
(19915) Бочкарёв
Открыт 14 сентября 1974 года в Крымской астрофизической обсерватории Н. С. Черных.
Николай Геннадьевич Бочкарёв (р. 1947) открыл рентгеновское излучение туманностей, образованных звёздным ветром, и инициировал программу наблюдений для картирования активных ядер галактик. Основал Международное астрономическое общество, объединяющее Содружество Независимых Государств.
Оригинальный текст (англ.)19915 Bochkarev
Discovered 1974 Sept. 14 by N. S. Chernykh at the Crimean Astrophysical Observatory.
Nikolay Gennadievich Bochkarev (b. 1947) discovered x-ray radiation of nebulae formed by the stellar wind and initiated an observational program for the mapping of active galactic nuclei. He founded an International Astronomical Society incorporating the Commonwealth of Independent States.
Источники: 20060809/MPCPages.arc; M.P.C. 57424.

## Орбита

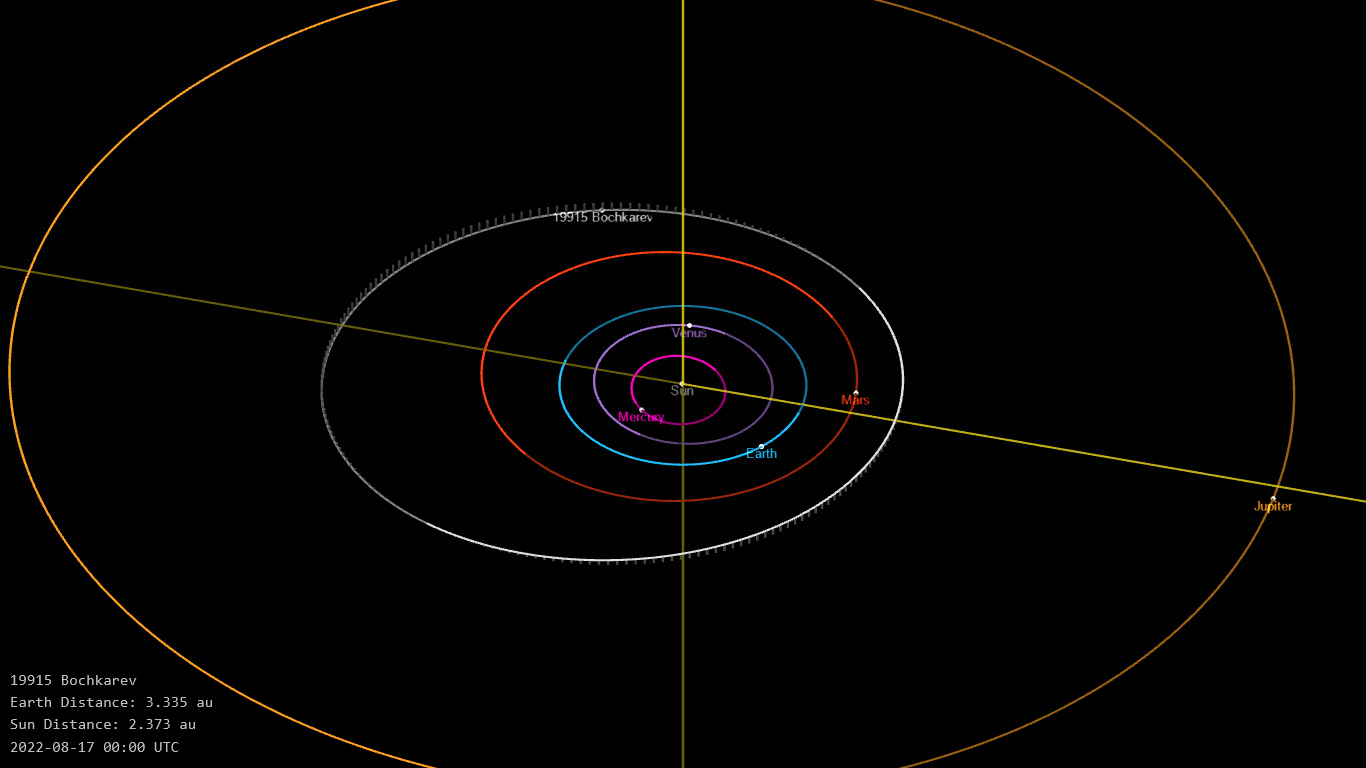
Орбита астероида Бочкарёв и его положение в Солнечной системе

## Физические характеристики
Астероид относится к таксономическому классу S.
По результатам наблюдений в видимом и ближнем инфракрасном диапазоне космического телескопа NEOWISE диаметр астероида оценивался равным 3,618±0,474 км. Согласно тем же источникам альбедо оценивается как 0,2572±0,0598 и 0,257±0,060.